# Nowogródek Pomorski (gemeente)
De gemeente Nowogródek Pomorski is een landgemeente in powiat Myśliborski. Aangrenzende gemeenten:
- Barlinek en Myślibórz (powiat Myśliborski)

in Lubusz:
- Kłodawa en Lubiszyn (powiat Gorzowski)

De zetel van de gemeente is in het dorp Nowogródek Pomorski.
De gemeente beslaat 12,4% van de totale oppervlakte van de powiat.

## Demografie
Stand op 30 juni 2004:
| Omschrijving                   | Totaal | Totaal | Vrouwen | Vrouwen | Mannen | Mannen |
| ------------------------------ | ------ | ------ | ------- | ------- | ------ | ------ |
| eenheid                        | aantal | %      | aantal  | %       | aantal | %      |
| inwoners                       | 3282   | 100    | 1648    | 50,2    | 1634   | 49,8   |
| bevolkingsdichtheid (inw./km²) | 22,5   | 22,5   | 11,3    | 11,3    | 11,2   | 11,2   |

De gemeente heeft 4,9% van het aantal inwoners van de powiat. In 2002 bedroeg het gemiddelde inkomen per inwoner 1406,16 zł.

## Plaatsen
- Nowogródek Pomorski (dorp van de gemeente)

Administratieve plaatsen (sołectwo) van de gemeente Nowogródek Pomorski:
- Giżyn, Golin, Karlin, Karsko, Kinice, Parzeńsko, Rokitno, Świątki en Trzcinna.